# سعرد
سِعِرْد أو إسْعِرْد أو سِعِرْت (بالتركية: Siirt) هي مدينة في جنوب شرق تركيا على مسافة 65 كم إلى الجنوب الغربي من بحيرة وان و150 كم إلى الشرق من ديار بكر. يبلغ عدد سكانها 129,188 نسمة. غالبية سكانها من الأكراد. والمحلمية. وهي عاصمة ولاية سعرد.
بعض الكتاب المسلمين عدوا هذه البلدة من أعمال أرمينية، وبعضهم عدها من أعمال الجزيرة. في تاج العروس للزبيدي ورد أنها «قرية بالشام». في كتاب الغنية للقاضي عياض ورد ما يلي «قرية إسعرد من بلاد الكُرد عند جبل الجودي».

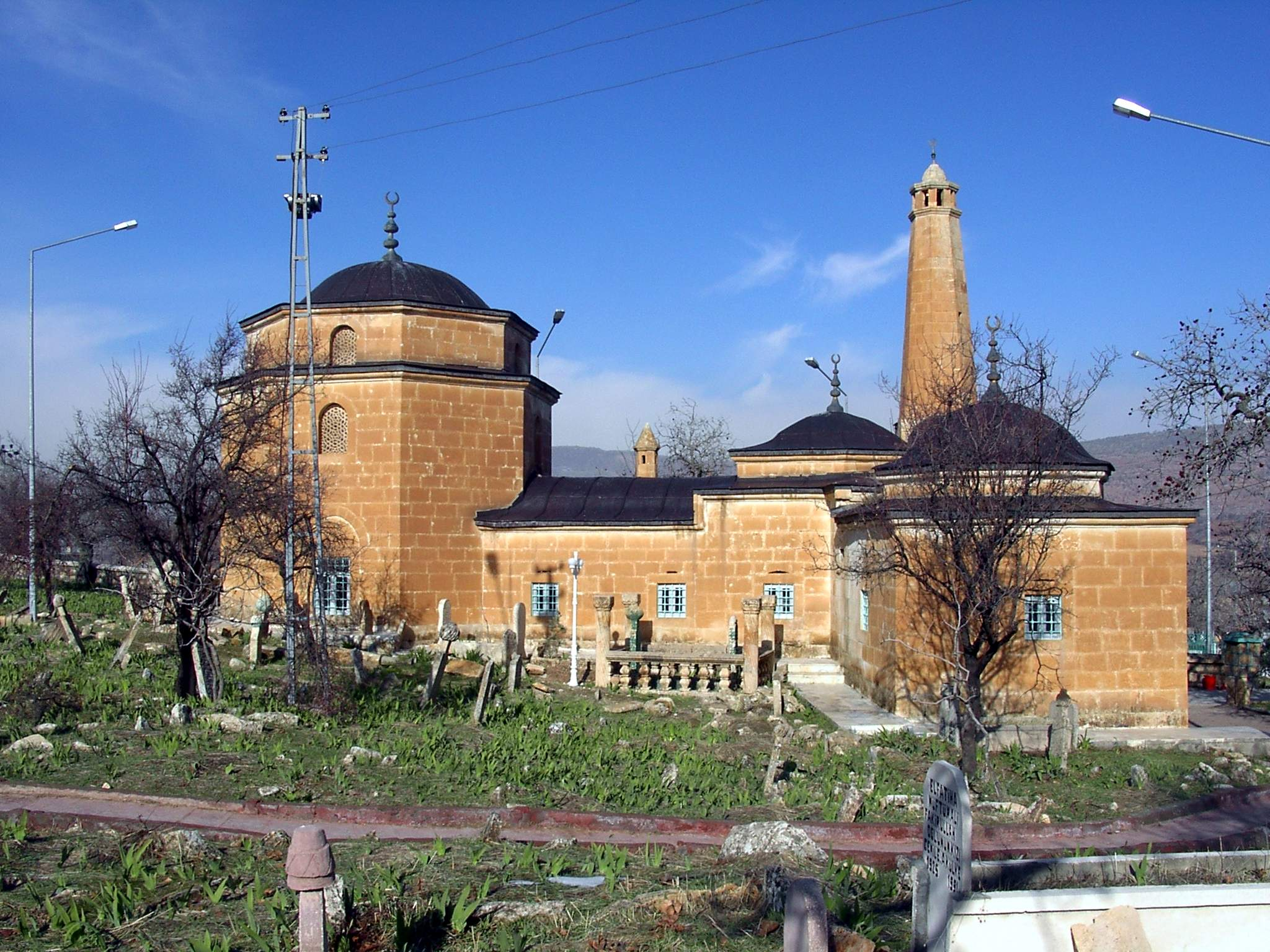
معلم إبراهيم حقي الأرضرومي.

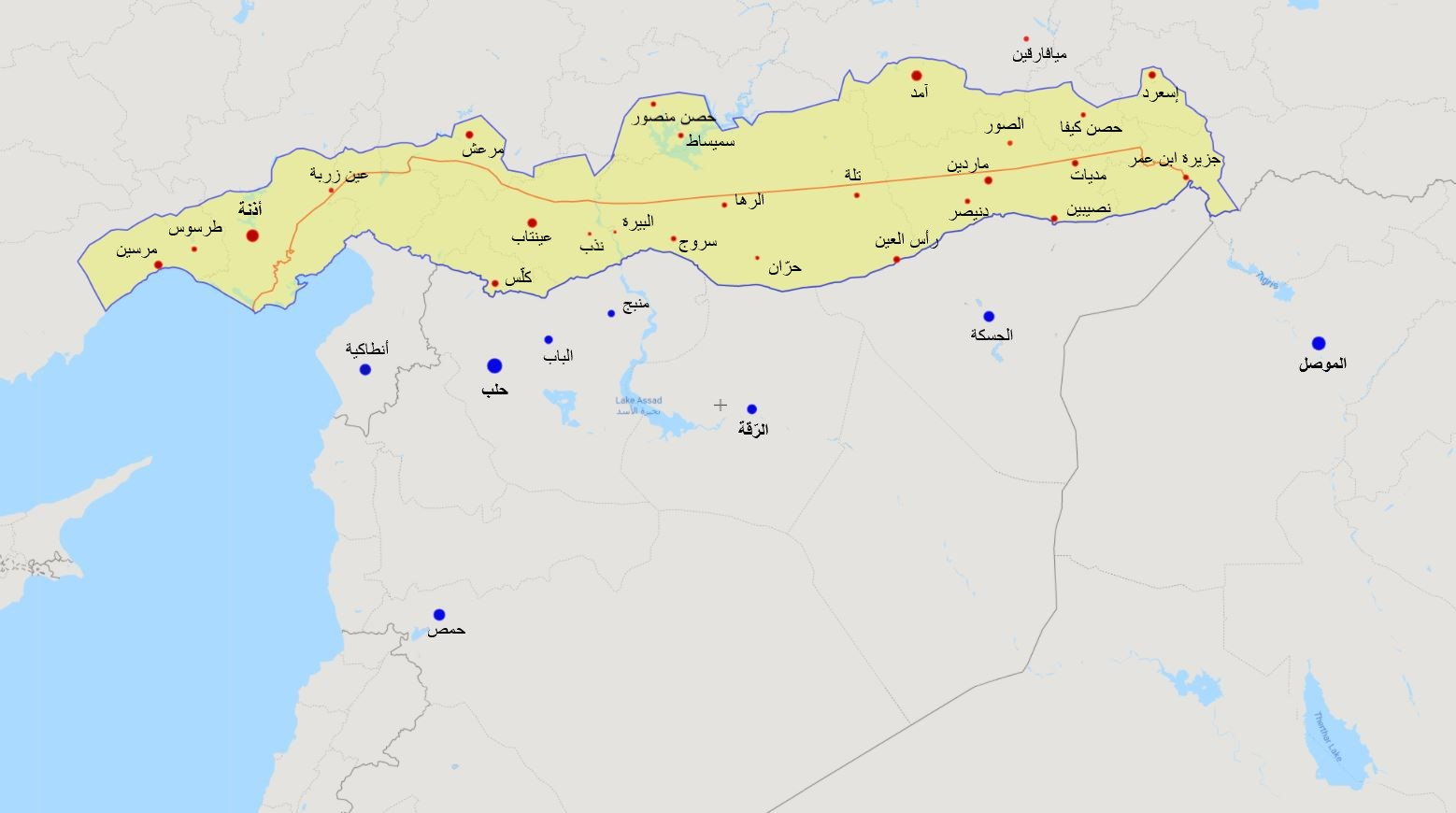
موقع سعرد ضمن مدن الأقاليم السورية الشمالية

## المناخ
يظهر الجدول التالي التغييرات المناخية على مدار السنة لسعرد:
| البيانات المناخية لـسعرد                             | البيانات المناخية لـسعرد | البيانات المناخية لـسعرد | البيانات المناخية لـسعرد | البيانات المناخية لـسعرد | البيانات المناخية لـسعرد | البيانات المناخية لـسعرد | البيانات المناخية لـسعرد | البيانات المناخية لـسعرد | البيانات المناخية لـسعرد | البيانات المناخية لـسعرد | البيانات المناخية لـسعرد | البيانات المناخية لـسعرد | البيانات المناخية لـسعرد |
| الشهر                                                | يناير                    | فبراير                   | مارس                     | أبريل                    | مايو                     | يونيو                    | يوليو                    | أغسطس                    | سبتمبر                   | أكتوبر                   | نوفمبر                   | ديسمبر                   | المعدل السنوي            |
| ---------------------------------------------------- | ------------------------ | ------------------------ | ------------------------ | ------------------------ | ------------------------ | ------------------------ | ------------------------ | ------------------------ | ------------------------ | ------------------------ | ------------------------ | ------------------------ | ------------------------ |
| متوسط درجة الحرارة الكبرى °م (°ف)                    | 6.7 (44.1)               | 8.9 (48.0)               | 13.7 (56.7)              | 19.4 (66.9)              | 25.3 (77.5)              | 32.3 (90.1)              | 37.2 (99.0)              | 37.0 (98.6)              | 32.3 (90.1)              | 24.4 (75.9)              | 15.4 (59.7)              | 8.8 (47.8)               | 21.8 (71.2)              |
| متوسط درجة الحرارة الصغرى °م (°ف)                    | −0.2 (31.6)              | 0.8 (33.4)               | 4.4 (39.9)               | 9.3 (48.7)               | 13.8 (56.8)              | 19.3 (66.7)              | 23.6 (74.5)              | 23.3 (73.9)              | 18.9 (66.0)              | 12.9 (55.2)              | 6.3 (43.3)               | 1.9 (35.4)               | 11.2 (52.1)              |
| الهطول مم (إنش)                                      | 83.2 (3.28)              | 98.0 (3.86)              | 104.7 (4.12)             | 109.4 (4.31)             | 60.2 (2.37)              | 8.7 (0.34)               | 1.9 (0.07)               | 1.0 (0.04)               | 4.7 (0.19)               | 47.7 (1.88)              | 79.6 (3.13)              | 92.9 (3.66)              | 692 (27.25)              |
| متوسط الأيام الممطرة                                 | 11.5                     | 12.0                     | 13.8                     | 13.5                     | 10.3                     | 3.4                      | 0.8                      | 0.6                      | 1.7                      | 8.1                      | 9.1                      | 11.7                     | 96.5                     |
| متوسط الرطوبة النسبية (%)                            | 70                       | 70                       | 59                       | 56                       | 52                       | 33                       | 25                       | 23                       | 28                       | 46                       | 61                       | 69                       | 49                       |
| ساعات سطوع الشمس الشهرية                             | 111.6                    | 123.2                    | 173.6                    | 201                      | 285.2                    | 354                      | 384.4                    | 359.6                    | 306                      | 226.3                    | 156                      | 108.5                    | 2٬789٫4                  |
| المصدر #1: Devlet Meteoroloji İşleri Genel Müdürlüğü |                          |                          |                          |                          |                          |                          |                          |                          |                          |                          |                          |                          |                          |
| المصدر #2: Weatherbase                               |                          |                          |                          |                          |                          |                          |                          |                          |                          |                          |                          |                          |                          |

## أعلام من المدينة
ظهر من المدينة أعلام كثيرون لعبوا أدوارا في الفقه والحديث.

### أعلام تاريخيون
- المحدث تقي الدين أبو القاسم عُبيد بن محمد بن عباس الإسعردي
- أبو هبة الله إسماعيل بن إبراهيم الخطيب الحسني الإسعردي الأزهري
- المحدث الفقيه الخطيب الزاهد أبي الربيع سليمان بن إبراهيم بن هبة الله بن رحمة الإسعردي
- زينب بنت سليمان بن إبراهيم بن هبة الله بن رحمة الإسعردي
- إبراهيم بن أونبا ابن أبي الإصبع سيف الدين المشد ابن الحلاوي نور الدين الأسعردي
- الشاعر نور الدين محمد الإسعردي (توفي في 656 هجرية/1258 ميلادية)
- خليل بن حسين الإسعردي (1167 - 1259 هـ)

### معاصرون
- أدي شير
- ياسين أقطاي
- أمينة أردوغان